# Мбоу, Пенда
Пенда Мбоу (фр. Penda Mbow; род. 4 января 1955, Сенегал) — сенегальский историк-медиевист и политик, специалист в области средневековой африканской истории и проблем гендера. В 2001 году в течение нескольких месяцев занимала пост министра культуры в правительстве Сенегала. Профессор на кафедре истории в Университете Шейха Анты Диопа.
Представитель президента Сенегала во Франкофонном сообществе. Основательница и глава общественной организации «Гражданское движение». Командор ордена Заслуг (Сенегал) и кавалер ордена Почётного легиона (Франция). Почётный доктор университетов Упсалы (Швеция) и Клужа (Румыния). Лауреат премии имени Иоанна Павла II за мир.

## Биография
Получив высшее образование, занялась исследованиями в области истории исламского и западного средневековья. Мбоу была стипендиатом многочисленных образовательных программ. В 1982—1986 годах она обучалась на грант FAC. В 1986 году получила степень доктора средневековой истории в университете Прованса, защитив диссертацию на тему «Военная аристократия мамлюков по кадастру Ибн аль-Джиана. Элементы сравнения с Францией». В 1992—1993 годах была стипендиатом программы Фулбрайта и обучалась в МГУ.
В 1996 году получила грант Фонда Рокфеллера и стипендию Национального фонда за демократию в Вашингтоне за проект «Гражданство и светское государство в мусульманских странах: вовлечение Африки в дебаты». Поступила на работу преподавателем истории (ныне адъюнкт-профессор на кафедре истории) в Университет Шейха Анты Дьопа в Дакаре.
Сотрудничала с рядом международных организаций, таких, как Совет по развитию исследований в области социальных наук в Африке, где в 1998 году Мбоу курировала Институт по гендерным вопросам, Открытое общество инициатив для Западной Африки, Институт Горе, Западноафриканский центр исследований. Участвовала в региональных программах Женского фонда ООН, фонда ООН в области народонаселения, программы развития ООН, Международного исследовательского центра развития. В 2001 году несколько месяцев занимала пост министра культуры Сенегала.
22 мая 2011 года была удостоена премии Иоанна Павла II за мир, которую ей вручил Апостольский нунций в Сенегале, монсеньор Луис Мариано Монтемайор. Мбоу стала одной из первых женщин, получивших эту награду. Зимой 2017 года она вышла замуж профессора Салиу Мбайе.